# 奥利维娅·麦克丹尼尔
奥利维娅·亚历山德拉·戴维斯·伊西普·麦克丹尼尔（英語：Olivia Alexandra Davies Isip McDaniel；1997年10月14日—），菲律宾和美国女子职业足球运动员，司职守门员，目前效力于公马内湖足球俱乐部和菲律宾国家女子足球队。她曾代表菲律宾参加2022年亚足联女子亚洲杯和2023年国际足联女子世界杯等多场国际赛事。